# Коррея, Мануэл
Брат (монах) Мануэ́л Корре́я (порт. Fr. Manuel Correia, также до реформы 1911 года порт. Fr. Manuel Correa); также Мануэ́ль Корре́йя (исп. Manuel Correia); около 1600, Лиссабон — 1 августа 1653, Сарагоса) — португальский композитор, работавший в Испании эпохи раннего барокко, автор многих барочных религиозных вильянсико и религиозных сочинений иных жанров. Был капельмейстером в кафедральном соборе Сарагосы.
Этого композитора не следует путать с его тёзкой Мануэ́лом Корре́ей (1593 — 6 января 1645), который также родился в Лиссабоне и жил в Испании, но занимал должность капельмейстера в Севильском кафедральном соборе. Творческая деятельность этих музыкантов пришлась на время правления Габсбургов, так называемый «золотой век» испанской культуры, когда королевство Португалия утратило независимость, попав под власть испанской короны.

## Жизнь и творчество
Диогу Барбоза Машаду в «Лузитанской библиотеке» приводил данные о двух композиторах современниках с одинаковыми именами Мануэл Коррея — оба родились в Лиссабоне, затем оба жили и работали в Испании. Барбоза Машаду различал их по занимаемым должностям и названиям сочинений, упоминавшихся в «Каталоге Королевской музыкальной библиотеки Жуана IV» («Каталог» или «Индекс» Крэсбека, 1649; Primeira parte do index da livraria de mvsica do mvyto alto, e poderoso Rey Dom Ioão o IV, Nosso Senhor. Lisboa: Paulo Craesbeck, 1649).
Брат Мануэл Коррея (Fr. Manuel Correa) состоял в монашеском ордене босых кармелитов и был учеником Филиппа де Магальяйнша (Filippe de Magalhaens). Достиг столь больших успехов, что с должности музыкального наставника монастыря кармелитов в Мадриде был возвышен до капельмейстера кафедрального собора в Сарагосе, где и скончался. Из его сочинений Барбоза Машаду особой похвалой удостоил утраченный ныне мотет для пяти голосов Adjuva nos Deus. В 1900 году эти данные дополнил Эрнешту Виейра (Ernesto Vieira) в статье о брате (монахе) Мануэле Коррее (Fr. Manuel Correia), воспроизведённой биографическим справочником Portugal (1906): выехав в Испанию, занял пост капельмейстера в кафедральном соборе Сигуэнсы, затем с 13 сентября 1650 года и до своей смерти 1 августа 1653 года был капельмейстером в кафедральном соборе Сарагосы. Сочинил изрядное количество произведений религиозного характера. В Испании завоевал славу одного из лучших композиторов своего времени, «первого по изяществу сочинённых вилянсико». В «Индексе» Крэсбека (1649) фигурируют различные вильянсико брата Мануэла Корреи, а также мотет Ad juva nos Deua для пяти голосов, о котором Барбоза Машаду писал, что тот «заслуживает особого уважения». В июле 1899 года по случаю празднования 300-летия художника Веласкеса в Академии изящных искусств Мадрида состоялся исторический концерт, на котором был исполнен мимический танец (Bailete) брата Мануэла Корреи.
Другой композитор с именем Мануэл Коррея (Manoel Correa, 1593 — 6 января 1645) также родился в Лиссабоне, но был капельмейстером Севильского кафедрального собора. В «Индексе» Крэсбека обозначался как Racioneiro. В справочнике Portugal фигурирует как падре Мануэл Коррея (Padre Manuel Correia). Барбоза Машаду выделил следующие его сочинения из «Индекса» Крэсбека 1649 года:
Salve Regina для 4-х голосов
Miser factus sum, мотет для 6-ти голосов
Versas est in Luctum, мотет
Misericors, & Miserator Dominus для 6-ти голосов
Ne Dereliquens me, мотет для 6-ти голосов
Peto Domine ut vias nostras для 6-ти голосов
Согласно данным Роберта Стивенсона (Robert Stevenson), этот Мануэл Коррея помимо Педру де Эшкобара и Франсишку де Сантьягу был одним из трёх португальских композиторов, занимавших должность капельмейстера в Севильском кафедральном соборе. Готовя двухтомный «Биографический словарь португальских музыкантов» Эрнешту Виейра обнаружил письмо из Севильи от 2 августа 1633 года, подписанное неким Мануэлом Коррейей ду Кампу (El Racionero — Manuel Correia do Campo). Виейра отождествил автора того письма с капельмейстером севильского собора и певчим капелланом (порт. capellão cantor — исп. racionero), отличив от монаха-кармелита (frade carmelita), капельмейстера сарагосского собора. Два сочинения этого композитора (Missa votiva и O Jesu mi dulcissime) были опубликованы в 1982 году в «Антологии португальской полифонии (1490—1680)» (Antologia de Polifonia Portuguesa (1490—1680)).

## Издания сочинений
- La música en las catedrales en el siglo XVII : los villancicos y romances de fray Manuel Correa :  [исп.] / estudio y ed. de José Vicente González Valle. — Barcelona : Consejo superior de investigaciones científicas, 1997. — 118 p. — (Monumentos de la música española ; vol. 54). — ISBN 978-84-00-07701-3.
- Campo M. C. do. Antologia de Polifonia Portuguesa (1490-1680) :  [порт.] / Manuel Correia do Campo / Manuel Morais, Luís Pereira Leal, Robert Stevenson. — Lisboa : Fundação Calouste Gulbenkian, 1982. — P. 115—123. — [4], XLV, [11], 132, [2] p. — (Portugaliæ Musica ; vol. XXXVII).